# Pieve di San Pietro di Tillida
La pieve di San Pietro di Tillida è un'antica chiesa situata nel comune di Bevilacqua nella parte meridionale della provincia di Verona.

## Localizzazione e territorio
Situata all’estremo limite della provincia di Verona sulla strada che porta a Padova, questa piccola chiesetta costituisce uno dei più interessanti esempi del romanico nel Basso Veronese. La chiesa di San Pierin (così viene familiarmente nominata dagli abitanti del paese), dista in linea d'aria circa un chilometro in direzione sud-ovest dalla chiesa parrocchiale di Bevilacqua, comune posto al confine con il territorio di Padova. La strada principale che attraversa il piccolo centro abitato congiunge Legnago, nella Bassa veronese, da Montagnana, storico comune padovano. 
La pieve, in passato definita anche "San Pierin in Cantalovo", è posta su un dosso, il più elevato della zona, che la rende ben visibile dalla vicina e parallela strada statale Padana Inferiore. Attualmente la chiesa è isolata e circondata da un prato, creato appositamente come spazio di respiro dalle abitazioni civili costruite subito a ridosso del breve vialetto d'ingresso.

## Storia dell'edificio
La chiesetta è di origini antichissime e la tecnica di costruzione visibile nella parte bassa e nella tribuna absidale lo dimostra: si possono vedere, infatti, file di mattoni larghi e bassi, privi quasi di calce, secondo l'antica tecnica delle costruzioni romane, su cui basano le murature costituite nel nocciolo non da laterizi, ma da un conglomerato di cemento e di coccio. L'aspetto dell'antichissimo monumento è simile a quello di una delle tante chiesette romaniche veronesi di campagna, ma il ruolo di pieve assunto in passato le ha attribuito un'importanza storica notevole. Il Professor Andrea Castagnetti, studioso di storia medioevale veronese, nei suoi studi ha individuato nella pieve di San Pietro in Tillida una "chiesetta" citata in un documento rinvenuto nel 1956 nell'Archivio Capitolare di Verona. Nelle quattro pergamene di cui è costituita la fonte documentaria, vengono riportati diritti, doveri, responsabilità e competenze del clero e dei laici che risiedevano nelle pievi. 
La pieve di San Pietro in Tillida fu chiesa/madre/battesimale a cui facevano capo le chiese di ben dodici villaggi adiacenti, alcuni ancora oggi presenti nella toponomastica e riconducibili a comuni e frazioni del territorio (Bonavigo, Begosso...), altri del tutto scomparsi. Da essi la pieve riceveva tributi in natura, come animali e prodotti agricoli, che il vescovo di Verona Raterio stabilì venissero suddivisi e destinati a quattro beneficiari: l'episcopato, il clero residente della pieve, i poveri od ospiti del villaggio. Una quarta parte dei tributi doveva essere riservata alla gestione della chiesa, per opere di manutenzione e salvaguardia. Le pergamene sono databili intorno al X secolo, epoca nella quale l'autorità delle pieve era però già in declino, visto che alcune chiese del territorio erano divenute autonome. Da ciò l'ipotesi che la pieve avesse iniziato la sua storia almeno un paio di secoli prima.
Interessante, dal punto di vista storico è un'epigrafe, scolpita in modo poco preciso su un blocco di marmo bianco di Verona, posta sopra la porta d'ingresso principale :
H PLEBS PORTI ANTIQUA, EHI SUO TRATORIO SITA M.C.L.X.I. CUR. CU. F. TPABAT. ET HA BALDOINO. FU. ERAT.
Il professor Giuseppe Fiocco ne ha dato la seguente interpretazione :
"Questa è la pieve antica di Porto, sita tuttavia nel suo territorio, ricostruita, nel Millecentosessantuno per opera di Balduino, imperatore Federico".
La traduzione non è letterale: non lo permetteva, infatti, la forma molto imprecisa, ma è appunto la traccia dell'ignoranza barbarica e un po' grossolana a dar prova della originalità di questa epigrafe. Teratorium per territorium ci permette di confrontarla con altre scritte medioevali veronesi, specialmente per la abbreviazione di Federico segnata da una sola F. Rimane anche qualche dubbio sull'espressione "porti antiqua", allusione ad un porto (chiaramente fluviale) sulla cui localizzazione non c'è certezza: sito poco lontano dalla chiesa lungo il corso del fiume Adige che all'epoca scorreva in prossimità di questi luoghi, o forse in altro luogo del corso attuale del fiume. 
Il Professor Gianni Moro, in una recente pubblicazione, si sofferma anche sulla data riportata sulla pietra: MCLXI, 1161. In quell'anno venne effettuato un importante restauro, quasi una riedificazione dell'edificio, la cui funzione originaria legata al culto era stata con tutta probabilità dimenticata, vista la necessità di ribadire "Questa è l'antica pieve di...". Causa del degrado è stato quasi sicuramente il violento terremoto che il 3 gennaio 1117 colpì la zona, provocando danni anche all'Arena e al Duomo di Verona. Il crollo del tetto e delle parti più alte della struttura ne impedì l'utilizzo, ed è possibile che, vista l'emergenza per tutto il territorio, parecchi mattoni caduti siano stati prelevati dagli abitanti per rimettere in sesto le proprie abitazioni, Ciò spiegherebbe la presenza di mattoni di colore diverso nella parte alta della Pieve, meglio visibile all'esterno. 
Nella stessa epigrafe viene dichiarato che un certo Baldoino la restaurò nel 1161, regnando Federico Barbarossa.
Evidentemente un personaggio con questo nome doveva essere molto noto nella zona e molto devoto, oltreché a Dio, anche all'Imperatore e quindi, con molta probabilità, un ghibellino. Uno storiografo medioevale, Ottone da Frisinga, nelle sue cronache, parlando della battaglia avvenuta nel 1142 tra Veronesi e Padovani per il controllo del porto sul fiume Adige, documenta che un ramo del fiume passava a sinistra di Bevilacqua, pressappoco nell'alveo dell'attuale fiume Fratta, dove avvenne la battaglia tra Padovani e Veronesi. Vinsero questi ultimi, che da allora ottennero il «diritto di catena», cioè il controllo di passaggio sul fiume. Il paese volle quindi ricordare il nome del benefattore, con tutta probabilità membro della famiglia Della Scala, i cui protagonisti a quei tempi non erano ancora molto famosi, ma tuttavia già facoltosi e noti nel contado tanto da concedere territori a Guglielmo Bevilacqua divenuto loro partigiano. Il nome del paese si legò indissolubilmente all'occasione della sua rinascita
Dall'XI secolo in poi della pieve di S.Pietro in Tillida non c'è più alcuna traccia ma, secondo uno scritto del Castagnetti, la si ritrova in altri documenti databili all'inizio del XIII secolo. All'inizio del XX secolo la chiesetta versava nuovamente in pessime situazioni, addirittura senza il tetto; fu letteralmente salvata nel 1919 dal professor Giuseppe Fiocco quando ormai stava per essere demolita. Di stanza presso il Castello di Bevilacqua come comandante di un reparto di artiglieria nella Grande Guerra, egli presentò un'allarmante segnalazione alla Sopraintendenza di Verona, avvisando che "l'inconscio scalpello stava per demolirla". Il professore faceva riferimento alla progettata opera di demolizione decisa dal proprietario dell'epoca, il Marchese Michele Dondi Dell'Orologio, il quale intendeva procedere all'abbattimento della struttura per utilizzare il materiale di risulta per il restauro delle sue case. Venne sospesa la demolizione e nel frattempo iniziarono le trattative tra il proprietario, il Comune, la Soprintendenza di Verona e le Belle Arti di Venezia. Nel 1922, ancora a lavori sospesi, il marchese Dondi coinvolse il conte Federico Bevilacqua (nel frattempo divenuto comproprietario dell'immobile) a contribuire per le spese del restauro;  il preventivo delle spese necessarie per i vari e numerosi interventi ammontava a 12.000 lire. Le opere di rifacimento e restauro furono assegnate all'impresa Salvi, che già collaborava con la Sopraintendenza.
A metà del secolo scorso la Chiesa si trovò nuovamente in stato di abbandono, adibita abusivamente a deposito materiali. La parrocchia intervenne con piccoli lavori di manutenzione (telai e vetri alle finestre), dal momento che, in alcune ricorrenze tradizionali del paese, come ad esempio la festa del Santi Pietro e Paolo, vi si svolgevano alcuni riti religiosi. Era urgente intervenire nella salvaguardia della struttura, compromessa da infiltrazioni d'acqua, fessure sui muri e poca stabilità di alcune parti murarie. Nel 2007 i discendenti della famiglia Bevilacqua donarono la chiesetta alla Parrocchia che, per conservare il grande patrimonio storico e culturale, oltre che religioso della Pieve, diede avvio alla ricerca dei finanziamenti necessari. L'architetto Paolo Giacomelli di Verona progettò un completo restauro conservativo, che venne realizzato negli anni 2011 - 2013, con la coordinazione e la direzione dei lavori affidata all'Architetto Maurizio Arzenton.

## Caratteristiche architettoniche
La costruzione è in stile romanico, molto semplice e lineare, ad una sola navata: è ornata esternamente da un piccolo protiro sporgente, con in fondo i resti di un affresco raffigurante la Madonna. La forma romanica fu ricavata nel XII secolo da un edificio probabilmente già costruito prima dell'anno 1000. L'edificio è a pianta rettangolare, con tetto a due spioventi ed abside semicircolare. Ai lati della porta d'ingresso si vedono oggi due ampie finestre a strombatura, di cui la chiesetta venne privata successivamente, così come del campanile. Il tetto è formato da due spioventi e sostenuto da capriate in legno. Tutto l'edificio, all'esterno, risulta edificato in mattone rosso, salvo le basi d'angolo e alcuni elementi della facciata, costruiti con pietre di recupero di precedenti edificazioni, probabilmente di epoca romana. La facciata è rivolta a Ovest e l'altare, come consuetudine nelle chiese antiche, è posizionato verso Oriente, orientato verso la luce del sole sorgente, simbolo di Cristo. 
L'interno è spoglio e senza arredi; sulle pareti interne vi sono degli affreschi, non tutti in buonostato e leggibili; in qualche tratto sono ancora ricoperti di calce. I tre meglio conservati si trovano nella parete Sud, uno nella parete Nord, ciascuno delle dimensioni di due metri per due. Sono tutti ex voto, e hanno per soggetto la Vergine Maria con il Bambin Gesù, attorniata da santi e cherubini. In uno di essi si stagliano nettamente Madre e Figlio, con lo sfondo di un drappo scuro dai bordi dorati. Il Bambinello è in atto benedicente, seduto sul ginocchio sinistro della Madre; entrambi i volti sono circondati da aureola. Molto curata la rappresentazione degli abiti della Vergine; il bambino, non proprio neonato ma più grandicello, tiene lo sguardo rivolto in avanti. A destra è riconoscibile l'immagine di Sant'Antonio Abate, caratterizzato dal lungo bastone retto con la mano destra e il libro della Regola sulla sinistra. Sono i simboli che lo accompagnano in tutte le raffigurazioni sacre. Avvolto in una tunica e da un mantello, con una cappa sulle spalle, è rivolto verso Maria. A sinistra è invece raffigurato San Pietro, con la tiara, le chiavi, la mano benedicente e vesti papali. Poco leggibile il paesaggio che resta sullo sfondo.
Nell'immagine successiva, oltre a Maria e il Bambino, sono disegnati due gruppi di angeli, nelle classiche rappresentazioni a toni chiari delle creature celesti. Uno di essi suona il liuto. In basso, a sinistra, si nota una figura umana in atto orante, con tutta probabilità il donatore dell'opera. In questo affresco risalta maggiormente lo sfondo: un paesaggio pianeggiante, con la terra marroncina e verde,in lontananza sfumata nel cielo azzurrino.
Il terzo affresco è molto simile al primo; sono presenti, però, oltre alla Vergine, il Bambinello e il donatore, anche San Sebastiano e San Rocco, in abiti da pellegrino, con lunghi capelli e barba fluente. San Sebastiano fu invocato, come Sant'Antonio e San Rocco, come protettore della peste e questa tradizione si può collocare attorno alle grandi epidemie che ciclicamente, dall'XI al XVII secolo, si abbatterono sul territorio.
Sulla parete nord è presente un unico affresco, anch'esso delle dimensioni di due metri per due metri. Non è stato ancora identificato il santo che vi campeggia, connotato dai simboli come un vescovo difensore della fede. È attorniato da due figure: a sinistra un giovane biondo, San Bovo, vestito con un rosso abito gentilizio e con l'aureola sul capo. Sul petto l'abito è decorato dall'immagine di un bue dalle lunghe corna e con una coda fluente: la stessa immagine è ripresa nel drappo che il giovane tiene con la mano destra. La sinistra è appoggiata sull'elsa di una spada che si allunga sul fianco. Nell'altro lato dell'affresco, nudo, in piedi su un piedistallo è dipinto Simonino da Trento, un bambino protagonista di una leggendaria vicenda. La sera del Giovedì santo del 1475 il bambino scomparve e il suo corpo, orrendamente mutilato e straziato, fu rinvenuto la mattina di Pasqua in un canaletto che passava sotto la casa di un importante uomo d'affari ebreo di Trento. Il ritrovamento rinfocolò gli atteggiamenti antisemiti della città, al punto tale che 15 ebrei vennero giustiziati e il piccolo Simone venne dichiarato Beato, nonostante il Papa dell'epoca non fosse d'accordo. Seguirono secoli di culti e festeggiamenti, ma sulla vicenda è stata fatta chiarezza solo nel 1965.
Sul lato opposto all'ingresso è attualmente posto un altare di epoca barocca, probabilmente proveniente dalla Chiesetta del Castello di Bevilacqua.